# Koumíntri
Koumíntri (Koumintri) är en ort i Grekland.   Den ligger i prefekturen Nomarchía Dytikís Attikís och regionen Attika, i den sydöstra delen av landet, 28 km väster om huvudstaden Aten. Koumíntri ligger 28 meter över havet och antalet invånare är 298.
Terrängen runt Koumíntri är kuperad åt nordväst, men åt sydost är den platt. Havet är nära Koumíntri söderut. Runt Koumíntri är det tätbefolkat, med 356 invånare per kvadratkilometer. Närmaste större samhälle är Keratsíni, 19,5 km öster om Koumíntri. 